# Cabov
Cabov este o comună slovacă, aflată în districtul Vranov nad Topľou din regiunea Prešov. Localitatea se află la altitudinea de 248 m deasupra n.m., se întinde pe o suprafață de 15,69 km2 și în 2017 număra 389 de locuitori.

## Istoric
Localitatea Cabov este atestată documentar din 1410.

## Demografie
| An:                | 1994 | 2004   | 2014   | 2024    |
| ------------------ | ---- | ------ | ------ | ------- |
| Număr de persoane: | 414  | 422    | 398    | 350     |
| Diferență:         |      | +1,93% | −5,68% | −12,06% |

| An:                | 2023 | 2024   |
| ------------------ | ---- | ------ |
| Număr de persoane: | 354  | 350    |
| Diferență:         |      | −1,12% |